# مؤمن زكريا
مؤمن زكريا عباس (1988-) هو لاعب كرة قدم مصري من مركز إسنا، محافظة الأقصر

## مسيرته الكروية
بدأ مسيرته الكروية مع الأهلي من عام 2004 حتى 2008 ثم انضم إلى نادي الإنتاج الحربي موسم 2010/2009 قبل أن ينتقل للنادي المصري مع بداية فترة الانتقالات الشتوية موسم 2011/2010 مقابل مليون جنيه للإنتاج الحربي كشرط جزائي.
ثم انتقل إلى نادي إنبي في فترة الانتقالات الشتوية موسم 2012/2011 مقابل مليون جنيه ونصف.
ثم انتقل إلى نادي الزمالك في فترة الانتقالات الصيفية على سبيل الإعارة من نادي إنبي موسم 2013/2012 مقابل مليون جنيه ونصف وشرط جزائي في حالة خروج الزمالك من دوري أبطال أفريقيا لعام 2014 يعود إلى ناديه إنبي وفاز مع الزمالك ببطولة كأس مصر موسم 2014.
ثم انتقل إلى النادي الأهلى في فترة الانتقالات الشتوية موسم 2015/2014 مقابل خمسة ملايين جنيه ولمدة خمسة مواسم من نادي إنبي بعد انتهاء الإعارة لنادي الزمالك.
أعاره الأهلي إلى نادي الأهلي السعودي مطلع عام 2018 وإلى نادي أحد مطلع عام 2019 .

## التصلب الجانبي
أصيب مؤمن بمرض نادر وخطير وهو التصلب الجانبي الضموري في عام 2020.

## إحصائيات مشاركاته
آخر تحديث في 21 يوليو 2017

### مع الأندية
| الفريق          | الموسم    | الدوري  | الدوري | الكأس   | الكأس | البطولات القارية | البطولات القارية | بطولات أخرى | بطولات أخرى | الإجمالي | الإجمالي |
| الفريق          | الموسم    | مشاركات | أهداف  | مشاركات | أهداف | مشاركات          | أهداف            | مشاركات     | أهداف       | مشاركات  | أهداف    |
| --------------- | --------- | ------- | ------ | ------- | ----- | ---------------- | ---------------- | ----------- | ----------- | -------- | -------- |
| الإنتاج الحربي  | 2009–2010 | 25      | 3      | 4       | 0     | —                | —                | —           | —           | 29       | 3        |
| الإنتاج الحربي  | 2010–2011 | 11      | 1      | 1       | 0     | —                | —                | —           | —           | 12       | 1        |
| الإنتاج الحربي  | الإجمالي  | 36      | 4      | 5       | 0     | —                | —                | —           | —           | 41       | 4        |
| المصري          | 2010–2011 | 9       | 0      | 0       | 0     | —                | —                | —           | —           | 9        | 0        |
| المصري          | 2011–2012 | 13      | 2      | 0       | 0     | —                | —                | —           | —           | 13       | 2        |
| المصري          | الإجمالي  | 22      | 2      | 0       | 0     | —                | —                | —           | —           | 22       | 2        |
| إنبي            | 2011–2012 | 0       | 0      | 0       | 0     | 0                | 0                | 1           | 0           | 1        | 0        |
| إنبي            | 2012–2013 | 15      | 6      | 2       | 1     | 6                | 0                | —           | —           | 23       | 7        |
| إنبي            | الإجمالي  | 15      | 6      | 2       | 1     | 6                | 0                | 1           | 0           | 24       | 7        |
| الزمالك (إعارة) | 2012–2013 | 0       | 0      | 4       | 0     | 0                | 0                | —           | —           | 4        | 0        |
| الزمالك (إعارة) | 2013–2014 | 23      | 2      | 4       | 0     | 11               | 3                | —           | —           | 38       | 5        |
| الزمالك (إعارة) | 2014–2015 | 15      | 7      | 0       | 0     | 0                | 0                | —           | —           | 15       | 7        |
| الزمالك (إعارة) | الإجمالي  | 38      | 9      | 8       | 0     | 11               | 3                | —           | —           | 57       | 12       |
| الأهلي          | 2014–2015 | 14      | 7      | 4       | 1     | 12               | 3                | 2           | 1           | 32       | 12       |
| الأهلي          | 2015–2016 | 32      | 12     | 3       | 1     | 10               | 0                | 1           | 0           | 46       | 13       |
| الأهلي          | 2016–2017 | 29      | 8      | 2       | 2     | 7                | 2                | 0           | 0           | 38       | 12       |
| الأهلي          | 2017–2018 | 0       | 0      | 0       | 0     | 0                | 0                | 0           | 0           | 0        | 0        |
| الأهلي          | الإجمالي  | 75      | 27     | 9       | 4     | 29               | 5                | 3           | 1           | 116      | 37       |

### مع نادي الزمالك
| الدوري  | الدوري | الكأس   | الكأس | كأس السوبر | كأس السوبر | الكؤوس الأفريقية | الكؤوس الأفريقية | الكؤوس العالمية | الكؤوس العالمية | الكؤوس العربية | الكؤوس العربية | المجموع الكلي | المجموع الكلي |
| مشاركات | أهداف  | مشاركات | أهداف | مشاركات    | أهداف      | مشاركات          | أهداف            | مشاركات         | أهداف           | مشاركات        | أهداف          | مشاركات       | أهداف         |
| ------- | ------ | ------- | ----- | ---------- | ---------- | ---------------- | ---------------- | --------------- | --------------- | -------------- | -------------- | ------------- | ------------- |
| 38      | 9      | 8       | 0     | 0          | 0          | 11               | 3                | 0               | 0               | —              | —              | 57            | 12            |

### مع النادي الأهلي
آخر تحديث في 21 يوليو 2017
| الدوري  | الدوري | الكأس   | الكأس | كأس السوبر | كأس السوبر | الكئوس الأفريقية | الكئوس الأفريقية | الكئوس العالمية | الكئوس العالمية | الكئوس العربية | الكئوس العربية | المجموع الكلي | المجموع الكلي |
| مشاركات | أهداف  | مشاركات | أهداف | مشاركات    | أهداف      | مشاركات          | أهداف            | مشاركات         | أهداف           | مشاركات        | أهداف          | مشاركات       | أهداف         |
| ------- | ------ | ------- | ----- | ---------- | ---------- | ---------------- | ---------------- | --------------- | --------------- | -------------- | -------------- | ------------- | ------------- |
| 75      | 27     | 9       | 4     | 2          | 1          | 30               | 5                | 0               | 0               | —              | —              | 116           | 37            |

## بطولات حصل عليها
مع نادي الزمالك
- كأس مصر 2014 (كأس مصر) (2013)

مع النادي الاهلي
- كأس السوبر المصري 2015
- الدورى المصرى العام 2016
- كأس السوبر المصري 2017

## روابط خارجية
- مؤمن زكريا على موقع الاتحاد الأوربي (الإنجليزية)
- مؤمن زكريا على موقع قاعدة بيانات كرة القدم.إي يو (الإنجليزية)
- مؤمن زكريا على موقع ناشيونال فوتبول تيمز (الإنجليزية)
- مؤمن زكريا على موقع Soccerway.com (الإنجليزية)